# Valvola di sicurezza a bilancia
La valvola di sicurezza a bilancia è un dispositivo automatico il cui scopo è quello di impedire che una caldaia a vapore possa raggiungere una pressione pericolosa per la sua integrità.
La sua applicazione sulle caldaie da locomotiva è stata diffusissima sin dai primordi. 

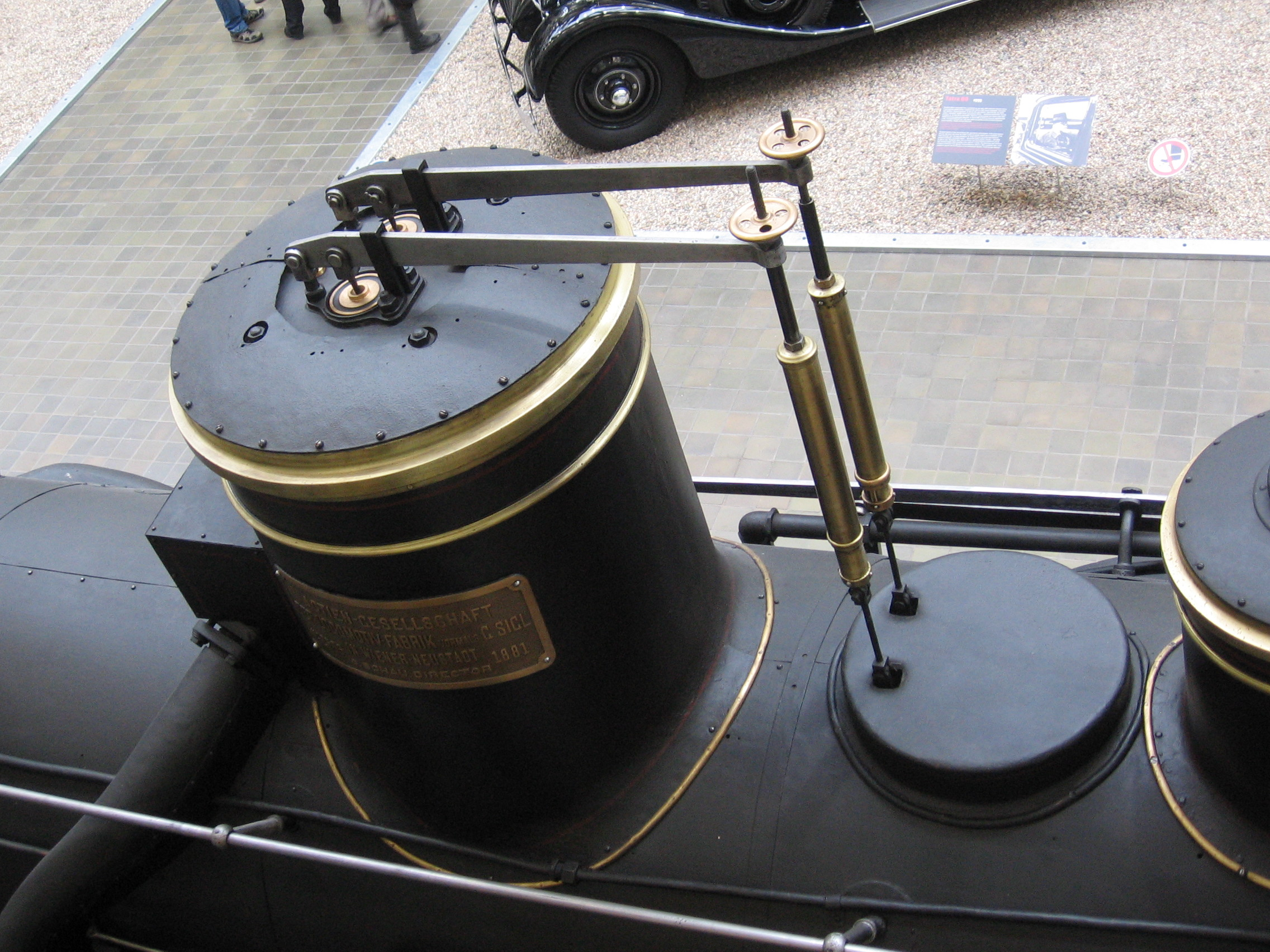
Coppia di valvole a bilancia su una locomotiva cecoslovacca; il montaggio delle valvole è sul duomo

## Meccanismo di funzionamento

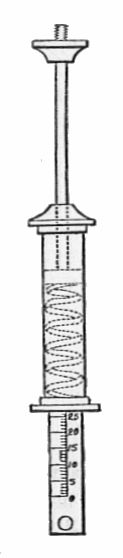
Disegno di una custodia di taratura a cannocchiale

Il dispositivo è costituito di una valvola, sotto la quale esercita la sua pressione il vapore, che agisce su di una leva di 3° genere la cui forza resistente è costituita da una molla doppia a spirale contenuta in una custodia cilindrica composta di due elementi uno dentro l'altro a cannocchiale. La parte inferiore è fissa mentre la parte superiore è regolabile mediante una vite di taratura, collegata mediante una chiocciola all'estremità della leva, in maniera tale da determinare una forza contrastante tale da equilibrare la pressione massima raggiungibile in caldaia. La posizione di equilibrio (taratura) viene fissata mediante una cannetta distanziale che ha lo scopo di impedire un'indebita staratura della valvola stessa. L'applicazione di un piombo garantisce l'assenza di pericolose manomissioni. La custodia interna della molla di taratura porta incisa una graduazione progressiva dal basso verso l'alto il cui numero che rimane scoperto indica approssimativamente la pressione di equilibrio. La valvola a bilancia viene utilizzata quasi sempre in coppia con un'altra uguale in ragione della criticità presentata da un eventuale malfunzionamento o da un'anomala elevata produzione di vapore che un solo dispositivo non sarebbe in grado di smaltire. Le valvole a bilancia in genere vengono posizionate sul duomo ma spesse volte sono poste in prossimità di esso ma in sede propria su di un cupolino apposito.
Le valvole a bilancia sono state nel tempo affiancate e in certi casi sostituite da valvole di sicurezza più precise ed efficienti quali ad esempio le valvole Coale.

## Manutenzione
Le valvole di sicurezza devono essere periodicamente controllate per accertarsi che siano funzionanti come da specifiche. Il loro successivo riposizionamento richiede un'elevata precisione di montaggio affinché il distacco della valvola dalla sede avvenga contemporaneamente su tutta la superficie di contatto ad evitare indebite perdite di vapore (soffiatura).